# Brierfield
Brierfield ist ein gemeindefreies Gebiet im Bibb County im Bundesstaat Alabama in den Vereinigten Staaten.

## Geographie
Brierfield liegt im Zentrum Alabamas im Süden der Vereinigten Staaten. Es liegt etwa 60 Kilometer westlich des 1389 Quadratkilometer großen Talladega National Forest.
Nahegelegene Orte sind unter anderem Wilton (4 km nördlich), Montevallo (6 km nördlich), Jemison (15 km südöstlich), Calera (18 km nordöstlich) und Centreville (21 km südwestlich). Die nächste größere Stadt ist mit 212.000 Einwohnern das etwa 40 Kilometer nördlich entfernt gelegene Birmingham.

## Geschichte
Der Ort entstand um Eisenschmieden herum, die in den 1860er Jahren erbaut wurden. Der Name leitet sich von Rosen- oder Dornbüschen der nahen Umgebung ab. 1881 wurde ein Postamt eröffnet.
Zwei Stätten in Brierfield sind im National Register of Historic Places (NRHP) eingetragen (Stand 3. Juli 2019), der Blocton Italian Catholic Cemetery und der Brierfield Furnace.

## Verkehr
Brierfield liegt unmittelbar an der Alabama State Route 139, über die im Süden Anschluss an den U.S. Highway 82 besteht.
Etwa 19 Kilometer nordöstlich befindet sich der Shelby County Airport, 20 Kilometer südwestlich außerdem der Bibb County Airport.

## Brierfield Furnace
In dem Ort befinden sich die Brierfield Furnace: Feuerstätten und Schmelzöfen, die ab 1861 erbaut wurden. Durch die hohe Qualität des geschmiedeten Eisens wurde dieses vor allem für militärische Zwecke wie den Sezessionskrieg nachgefragt. Gegen Ende des Krieges wurde das Areal zerstört, später jedoch wieder errichtet. Der heutige Park hat eine Größe von etwa 197 Hektar, der gesamte umgebende Brierfield Ironworks Historical State Park wird jährlich von über 60.000 Menschen besucht.